# Nemorilla insulata
Nemorilla insulata là một loài ruồi trong họ Tachinidae.